# Единбурзький міжнародний книжковий фестиваль

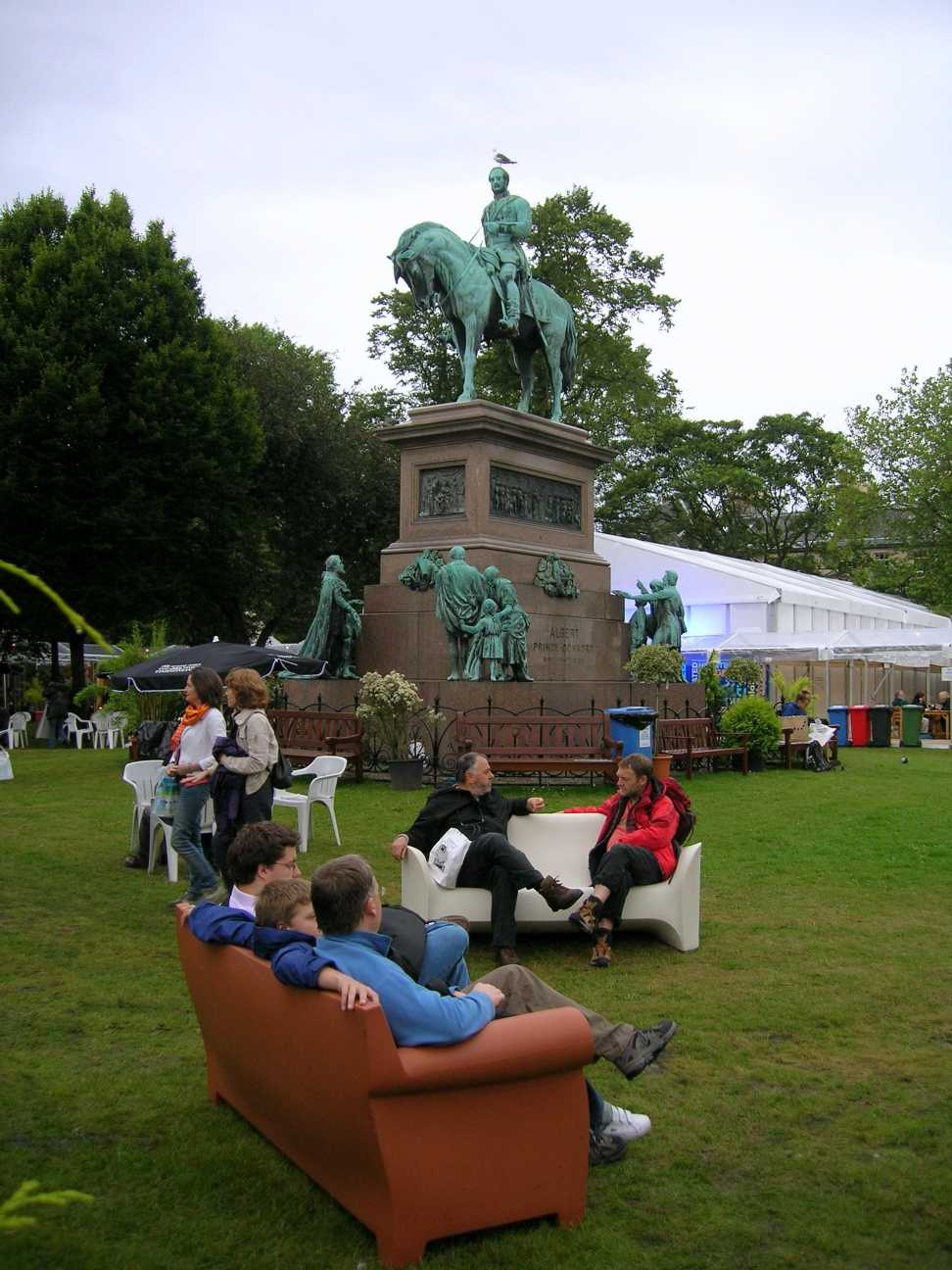
Единбурзький міжнародний книжковий фестиваль, 2007

Единбурзький міжнародний книжковий фестиваль (англ. Edinburgh International Book Festival) — книжковий фестиваль, найбільший в світі. Проводиться щороку, починаючи з 1983 року, у другій половині серпня в Единбурзі, Шотландія. Спочатку влаштовувався один раз на два роки, з 1997 року став щорічним. Місце проведення фестивалю — площа Charlotte Square в районі Нового міста. З 2021 року проводиться на території Единбурзького коледжу мистецтв.